# Colette Bessonová
Colette Bessonová (7. dubna 1946, Saint-Georges-de-Didonne – 9. srpna 2005, La Rochelle) byla francouzská atletka, běžkyně, jejíž hlavní disciplínou byl běh na 400 metrů.

## Kariéra
V roce 1968 se stala v mexickém Ciudad de México olympijskou vítězkou. Ve finále běhu na 400 metrů vytvořila časem 52,03 s nový evropský rekord. O rok později získala zlatou medaili na čtvrtých a zároveň posledních evropských halových hrách (předchůdce halového ME) v Bělehradu. Cílem proběhla v čase 54,0 s a tímto výkonem vyrovnala halový světový rekord Američanky Janell Smithové z roku 1965. Na Mistrovství Evropy v atletice 1969 v Athénách získala dvě stříbrné medaile (400 m, 4×400 m).
V roce 1970 vybojovala na prvním ročníku halového ME ve Vídni bronzovou medaili na čtvrtce a zlato v kombinované štafetě na 2000 metrů (1+2+3+4 kola).
V roce 1971 získala zlatou (400 m), stříbrnou (4 x 100 m) a bronzovou medaili (800 m) na středomořských hrách v tureckém İzmiru. V témže roce doběhla na evropském šampionátu v Helsinkách ve finále (400 m) na 7. místě.
Na halovém ME 1972 v Grenoblu skončila v běhu na 400 metrů těsně pod stupni vítězů, na 4. místě. Reprezentovala také na letních olympijských hrách 1972 v Mnichově, kde však nepostoupila z úvodního rozběhu. Ve štafetě na 4×400 metrů se umístila Francie na 4. místě.
Atletickou kariéru ukončila v roce 1977. Od roku 2002 působila jako prezidentka v antidopingové laboratoři ve městě Châtenay-Malabry nedaleko Paříže. Zemřela ve věku 59 let na rakovinu.